# Segona Guerra Mèdica
La Segona Guerra Mèdica va consistir en una invasió persa de l'antiga Grècia, que va durar dos anys (480 - 478 aC), en el transcurs de les guerres mèdiques. Mitjançant aquesta invasió, el rei aquemènida Xerxes I pretenia conquerir tota Grècia. La invasió va ser una resposta directa, tot i que tardana, a la derrota a la Primera Guerra Mèdica (492-490 aC), concretament a la batalla de Marató. Aquesta batalla va acabar amb l'intent de Darios I de subjugar Grècia. Després de la mort d'aquest rei, el seu fill Xerxes va dedicar diversos anys a planificar la segona invasió, va reunir un enorme exèrcit i una flota nombrosa. Atenes i Esparta van liderar la resistència grega, a la qual es van sumar unes 70 polis. No obstant això, la majoria de les ciutats gregues van romandre neutrals, o bé es van sotmetre a Xerxes.
La invasió va començar a la primavera de 480 aC quan l'exèrcit persa va creuar l'estret de Dardanels i va travessar Tràcia i Macedònia rumb a Tessàlia, les ciutats es van sotmetre a Xerxes. L'avanç persa va ser bloquejat en el pas de les Termòpiles per una petita força aliada sota el comandament del rei Leònides I d'Esparta. Simultàniament, la flota persa va ser interceptada per una flota aliada en els estrets d'Artemísion. A la coneguda batalla de les Termòpiles, l'exèrcit grec va retenir l'exèrcit persa durant dos dies, abans de ser atacat pel flanc des d'un pas de muntanya, després d'això la rereguarda aliada va ser atrapada en el congost i aniquilada. La flota aliada també es va mantenir ferm durant dos dies a la batalla d'Artemísion, però quan va rebre les notícies del desastre en les Termòpiles, es va retirar a Salamina.
Després de les Termòpiles, tota Beòcia i Àtica van caure en mans perses, que van capturar i van incendiar Atenes. No obstant això, un gran exèrcit aliat va fortificar l'istme de Corint, protegint així el Peloponès de la conquesta persa. Tots dos bàndols van buscar llavors una victòria naval que pogués alterar el curs de la guerra de manera decisiva. Temístocles, general atenès, va atreure la flota persa fins al l'estret de Salamina, on el gran nombre de naus perses va provocar el caos a la seva formació, i van ser totalment derrotades per la flota aliada. La victòria aliada en Salamina va acabar amb els somnis d'una victòria ràpida per Xerxes qui, al temer veures atrapat a Europa, es va retirar a Àsia deixant al comandament al seu general Mardoni amb les tropes d'elit. Les seves ordres eren acabar la conquesta de Grècia.
La primavera següent, els aliats van reunir l'exèrcit més gran hoplita de la seva història, i van creuar l'istme cap al nord, buscant la batalla amb Mardoni. En la batalla de Platea, la infanteria grega va demostrar la seva superioritat de nou, infligint una severa derrota als perses i posant fi a la vida de Mardoni en el procés. El mateix dia, una armada grega va creuar el mar Egeu i va destruir les restes de la flota persa a la batalla de Mícala. Amb aquesta doble derrota, la invasió es va donar per finalitzada, i el poder naval persa va quedar notablement malmès. Els grecs passarien llavors a l'ofensiva, expulsant definitivament als perses d'Europa, les illes de l'Egeu i Jonia. La guerra va finalitzar en 478 aC.

## Batalles

### Batalla de les Termòpiles
Aquesta batalla va tenir gran importància a nivell naval, ja que va suposar un dur revés per la flota del rei Xerxes. La Batalla de les Termòpiles, l'any 480 aC, va ser la primera batalla de la Segona Guerra Mèdica, i en ella, una aliança de ciutats estat gregues van lluitar contra els invasors perses en el pas muntanyenc de Thermopylae. Molt sobrepassats en nombre, els grecs van aguantar l'avenç persa durant set dies. Leònides I, el rei espartà comandava l'exèrcit, va lluitar contra l'enemic, comandat per Xerxes. L'atac persa fou rebutjat reiteradament per l'espartà Leònides fins que un pastor de Mèlida anomenat Efialtes, va ensenyar als perses un pas de muntanya que va permetre als atacants rodejar el pas i deixar assetjat a Leònides; aquest va fer retirar al contingent i es va quedar disposat a morir amb només els espartans, i la gent de Tèspies i Tebes, i va avisar a la flota atenenca que es va poder retirar al sud pel canal d'Euripos. Els tebans van deposar les armes però els soldats d'Esparta i Tèspies van morir lluitant.
La resistència donada pels exèrcits dirigits pels espartans va donar a Atenes la possibilitat de preparar la batalla i vèncer definitivament als perses a la batalla de Salamina. Quan el comandant persa Hidarmes va comunicar la caiguda de les Termòpiles, la flota atenenca ja s'havia pogut retirar. Mentre la flota persa havia atacat les posicions navals atenenques que boquejaven el pas entre l'illa d'Argironesos i el Cap Cefala a Eubea; els atenencs van resistir tres dies i els enfrontaments són coneguts com a batalla d'Artemísion o de Cap Artemísion, sense deixar cap guanyador i amb pèrdues molt elevades per ambdues parts. Els perses van poder avançar cap al centre de Grècia i les ciutats es van sotmetre a Xerxes; alguna va decidir resistir i fou cremada com Aba a Fòcida, Tèspies i Platea a Beòcia. L'exèrcit persa va entrar a l'Àtica on la població civil fou evacuada cap a les illes Egina, Salamina i Trezené.

### La batalla de Salamina
La flota grega es va concentrar al golf de Salamina, mentre que a l'istme de Corint es va aixecar un mur per cobrir l'accés per aquell costat. Quan els perses van entrar a Atenes hi van trobar només 500 persones i una petita resistència a l'acròpoli. La flota persa es va estacionar a Faleros i la grega (més de 300 naus de les que vora 200 eren atenenques, 20 calcidíes, 10 d'Ambràcia, 10 de Leucas, 1 de Crotona, i la resta de diverses illes) a Ambelaki al nord de la península de Cinosura; els caps de la flota volien retirar-se a Cenerea per unir-se a l'exèrcit de terra, però l'estrateg atenenc Temístocles volia lliurar la batalla a Salamina i va ordir un estratagema: el seu esclau Sicinos, que era d'origen persa, fou enviat a Xerxes, al que va comunicar que Temístocles era partidari de reconèixer al rei de reis i que la flota grega es volia escapar i que per això havia d'atacar immediatament; Xerxes el va creure i va ordenar l'atac; els soldats perses van desembarcar a Psitàlia amb la missió de capturar als nàufrags grecs i mentre la flota es va introduir des l'est a l'estret de Salamina, tancant la sortida per l'est del golf, i el contingent egipci va donar la volta a l'illa pel sud i va tancar la sortida per l'oest; els vaixells perses, potser uns 800, es van situar amb moviments nocturns entre l'illa de Geòrgios i Psitàlia, amb la proa cap al sud, mentre els grecs (amb els atenencs a l'esquerra i naus d'Egina a la dreta) enfilaven la proa cap al nord.
La batalla fou inevitable, ja que els grecs no es podien retirar i es va lliurar el 20 de setembre. La batalla va decantar-se pels grecs quan va morir el rei de Cilícia Sienesis, que manava el centre; la mort d'Ariabignes que manava l'ala esquerra va obligar els perses a fugir. La batalla va durar 12 hores, des del matí fins al capvespre. Els perses van perdre unes 500 naus i les que van quedar es van retirar cap a l'Hel·lespont. Xerxes es va retirar amb l'exèrcit cap a Tessàlia on va deixar el comandament a Mardoni i va tornar a Pèrsia. Mardoni va enviar a Atenes al rei de Macedònia amb les seves condicions per la pau, però Temístocles va rebutjar negociar. Palene i Olint (Olintos) a la Calcídia es van revoltar i els perses van poder reconquerir la segona però la primera va resistir.

### Batalla de Platea
Quan Xerxes va arribar a Pèrsia es va trobar amb la usurpació del caldeu Samoserba a Babilònia, contra qui va haver de lluitar i quan ja havia aconseguit pacificar el país va arribar la notícia de la derrota de Mardoni a la batalla de Platea (26 de setembre del 479 aC) seguida de la derrota de la flota a la batalla de Mícale (al Cap Mycale) al novembre del mateix any 479 aC. Aquestes derrotes van provocar que més ciutats i illes es revoltessin contra Pèrsia i moltes van subscriure tractats amb Atenes que garantiria la seva independència, origen de la Lliga Marítima Atenenca o Lliga Hel·lènica. Xipre es va fer independent i no fou reconquerit per Pèrsia fins al 466 aC.

### Setge de Potidea
Heròdot relata que un general persa, Artabazos va escortar a Xerxes fins l'Helespont amb 60.000 homes de les tropes que va seleccionar Mardoni. Mentre el monarca es trobava a Àsia i Mardoni estava per Tessàlia i Macedònia, va emprendre la tornada a Grècia. Mentre s'apropava a Calcídica, i assabentar-se que els potideates s'havien rebel·lat «va creure tenir la capacitat per esclavitzar als habitants de Potidea».
Malgrat els seus intents per capturar la ciutat per traïció, els perses es van veure forçats a mantenir el setge durant tres mesos, és a dir, tot l'hivern de l'any 480-479 aC. Després, amb la intenció d'aprofitar una gran baixamar més duradora del que és habitual, que va formar un aiguamoll, van començar a passar per allà en direcció a Palene per atacar la ciutat per la zona dels ports. Però quan havien recorregut dues cinquenes parts del trajecte l'exèrcit persa va quedar atrapat per una plenamar de gran magnitud, fenomen freqüent, però no d'aquestes proporcions fins a aquesta data, a dir dels vilatans. Molts dels homes es van ofegar i els supervivents van ser atacats pels bots dels defensors de Potidea. Per aquesta raó, Artabazos va haver d'aixecar el setge i va conduir a la resta dels seus homes a Tessàlia, reunint-se amb Mardoni.

### Setge d'Olint
Mentre assetjava Potidea, Artabazos també va decidir assetjar Olint, una altra ciutat sumida en una revolta. Aquesta ciutat es trobava en poder de la tribu dels bottiees, els qui havien estat expulsats de Macedònia. Després de capturar la ciutat, Artabazos va massacrar als defensors i la va retornar al poble calcídic.

## Significat i importància

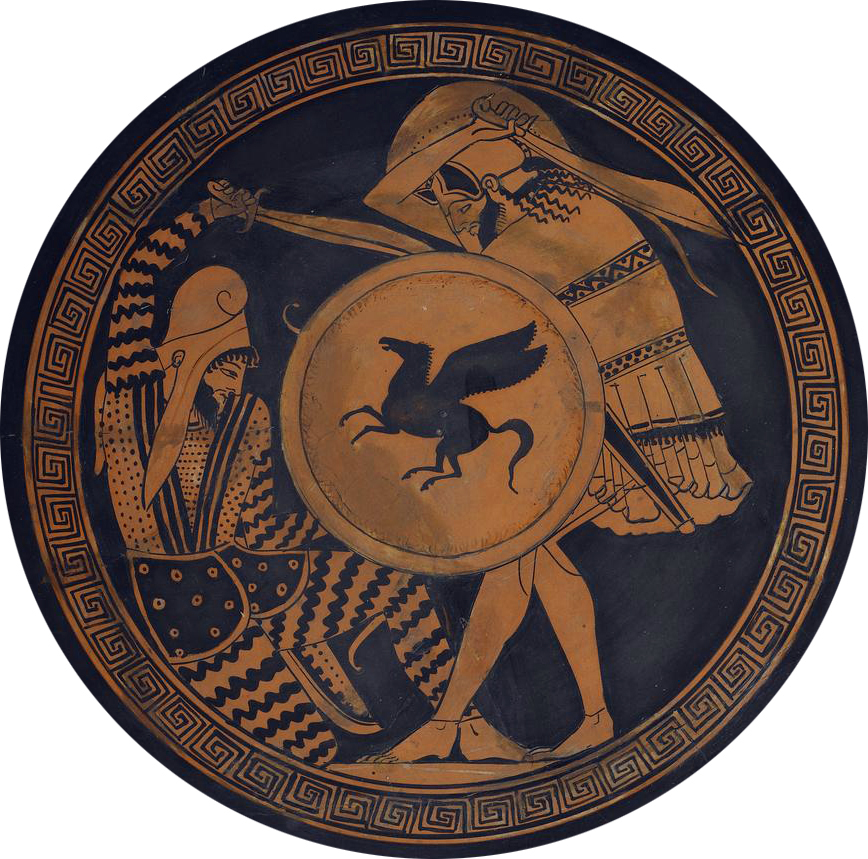
Hoplita grec i guerrer persa lluitant en un gravat. Kílix, segle V aC.

La Segona Guerra Mèdica suposa un dels esdeveniments més importants en la història d'Europa. Un gran nombre d'historiadors afirmen que, si Grècia hagués estat conquerida, la cultura clàssica grega, que cimenta les bases de la civilització occidental, mai s'hauria desenvolupat, i per extensió, tampoc la civilització occidental. Tot i que tal afirmació sigui exagerada, és cert que els grecs van tenir consciència que havia succeït un fet molt significatiu.
Militarment, no es va produir cap innovació específica en l'àmbit tàctic o estratègic durant la guerra. Lazenby opina que es va tractar principalment d'una «guerra de soldats», és a dir, que van ser els guerrers i no els seus generals els que van guanyar la guerra. La batalla de les Termòpiles és utilitzada molt sovint com a exemple de la utilització del terreny per inutilitzar la superioritat numèrica d'un adversari. L'astúcia de Temístocles prèvia a Salamina és un bon exemple de la utilització de l'engany a la guerra -una de les «forces extraordinàries» de Sun Tzu-. La conclusió principal sobre la guerra, que reafirma els esdeveniments ocorreguts a Marató, és la superioritat de l'hoplita sobre la infanteria persa, més lleugera, en combat cos a cos. Un cop apresa aquesta lliçó, l'Imperi persa començaria a reclutar i confiar en els mercenaris grecs, especialment després de la guerra del Peloponés.